# Pierre Bardin
Pierre Bardin  (* 1595 in Rouen; † 29. Mai 1635 in Paris) war ein französischer Literat, Philosoph, Mathematiker und Mitglied der Académie française.

## Leben und Werk
Bardin schrieb 1623 eine Abhandlung über das Amt des Großkammerherrn von Frankreich, die er dem damaligen Großkammerherrn Claude de Lorraine, duc de Chevreuse widmete. 1629 veröffentlichte er eine umfangreiche philosophische Erörterung des Buches Kohelet aus dem Alten Testament (1626 war das erste Kapitel in Vorabdruck erschienen). Dieses Werk wurde auch ins Deutsche übersetzt. Sein Hauptwerk sind zwei unvollendet gebliebene Bände (von zusammen 1500 Seiten) über das klassische Ideal des Honnête Homme unter dem Titel Le Lycée. 
Bardin gehörte ab März 1634 als eines der ersten Mitglieder zur Académie française (Sitz Nr. 29). Er ertrank 1635 in der Seine, als er seinen siebenjährigen Schützling und Schüler, den späteren Herzog von Humières, aus dem Wasser ziehen wollte.

## Werke
- Panégyrique au Roy et à la Royne régente sur leur retour de Poictou et Bretagne, présenté à Leurs Majestez. 1614.
- Le grand Chambellan de France, livre où il est amplement traicté des honneurs, droicts et pouvoirs de cet office. 1623.
- Essay du sieur Bardin sur l’Ecclésiaste de Salomon. Camusat, Paris 1626. (erstes Kapitel des folgenden Titels)
- Pensees morales, du Sr. Bardin, sur l’Ecclesiaste de Salomon. Camusat, Paris 1629, 1632, 1639. Rouen 1640. (über das Buch Kohelet) 
  - (deutsch) Der erleuterte und mit etlichen tief- und nachsinnigen Gedancken oder Betrachtungen viel erweiterte Prediger Salomon. Übersetzer: Hieronymus Imhoff (1606–1668). Wolfenbüttel 1662.
- Le lycee du Sr Bardin, ou en plusieurs promenades il est traité des connoissances, des actions, & des plaisirs d’un honneste homme. Des connoissance. Des actions. 2 Bde. 1632–1634, 1638, 1640, 1641 (Der dritte Band « Des plaisirs » ist nicht erschienen.)
- Pantalogisme mathématique ou ordre tenu en la reception du petit mathématicien gascon professeur en la faculté des sciences mercuriales. Rouen 1642.